# Hamp-familien
Hamp-familien (Cannabaceae) består af kun tre slægter. Arterne har modsatte og som regel hånddelte eller håndlappede blade. Det er også karakteristisk for arterne, at de har kirtelhår med æteriske olier eller harpikser. Både hamp og humle finder man særlige kønskromosomer, hvad der er ualmindeligt blandt planter. Familien har følgende slægter:
| Beskrevne Slægter |

- Hamp (Cannabis)
- Nældetræ (Celtis)
- Humle (Humulus)

| Andre Slægter |

- Aphananthe
- Chaetacme
- Gironniera
- Lozanella
- Parasponia
- Pteroceltis
- Sparrea
- Trema[1]

## Note
1. ↑  GRIN: Genera of Cannabaceae (engelsk)

## Galleri
|  |  |  |
|  |  |  |